# Город трудовой доблести
Город трудовой доблести — почётное звание Российской Федерации, установленное федеральным законом от 1 марта 2020 года «в целях увековечения подвига тружеников тыла во время Великой Отечественной войны 1941—1945 годов»; присваивается городам Российской Федерации, жители которых «внесли значительный вклад в достижение Победы в Великой Отечественной войне 1941—1945 годов, обеспечив бесперебойное производство военной и гражданской продукции на промышленных предприятиях, располагавшихся на территории города, и проявив при этом массовый трудовой героизм и самоотверженность».
Основаниями для присвоения звания «Город трудовой доблести» являются:
1) награждение предприятий государственными наградами и (или) вручение им переходящих Красных знамён Государственного комитета обороны;
2) награждение работников предприятий государственными наградами за трудовые заслуги;
3) документально подтверждённые факты трудового героизма жителей города в 1941—1945 годах.
В городе, удостоенном звания «Город трудовой доблести»:
1) устанавливается стела с изображением герба города и текстом указа Президента Российской Федерации о присвоении городу этого звания;
2) проводятся публичные мероприятия и праздничные салюты 1 мая (Праздник Весны и Труда), 9 мая (День Победы), а также в День города.
Звание «Город трудовой доблести» присваивается указом Президента Российской Федерации.

## Порядок присвоения звания
Предложение о присвоении городу на территории Российской Федерации звания «Город трудовой доблести» может внести в органы местного самоуправления этого города гражданин России или общественное объединение. Органы местного самоуправления города, в случае поддержки данной инициативы, вносят её в региональный парламент и региональную администрацию субъекта Российской Федерации, которые рассматривают её и принимают решение обратиться к Президенту Российской Федерации с ходатайством о присвоении городу звания «Город трудовой доблести» или отклоняют внесённые предложения.
В случае, если региональные власти принимают решение обратиться к Президенту России с ходатайством о присвоении городу их региона такого звания, они должны приложить к своему ходатайству экспертное заключение Российской академии наук, подтверждающее наличие оснований для присвоения городу почётного звания.
Ходатайство о присвоении звания «Город трудовой доблести» рассматривается Российским оргкомитетом «Победа», а само почётное звание «Город трудовой доблести» присваивается указом Президента Российской Федерации, как правило, в канун Праздника Весны и Труда (1 мая).

## Геральдика
На гербе Города трудовой доблести под короной либо как отдельный венец – то есть без короны — располагаются два скрещенных золотых молота.

## История инициативы
Инициативы учреждения почётного звания для городов России, жители которых совершили трудовой подвиг в годы Великой Отечественной войны, неоднократно выдвигались российскими общественными и политическими деятелями. Общественные звания такого рода учреждались некоторыми общественными организациями.
В 2009 году некоммерческим партнёрством «Межгосударственный союз городов-Героев» (председатель — дважды Герой Советского Союза, космонавт Виктор Горбатко) было учреждено общественное почётное международное звание «Город Трудовой Доблести и Славы» и утверждено положение об этом звании. Данное общественное звание указанным некоммерческим партнёрством было присвоено ряду городов.
Проекты федеральных законов об учреждении в России почётного звания «Город трудовой славы» для присвоения городам, на территории которых в период Великой Отечественной войны труженики тыла проявили мужество, стойкость и массовый героизм, вносились в Государственную Думу Российской Федерации депутатами Государственной Думы Валентином Варенниковым и Валерием Востротиным в 2007 году, Законодательным Собранием Челябинской области в 2008 году, депутатами Государственной Думы Виктором Шрейдером, Борисом Зубицким, Сергеем Каргиновым, Вячеславом Тимченко, Сергеем Поддубным, членом Совета Федерации Валерием Шнякиным в 2014 году, депутатом Государственной Думы Олегом Смолиным в 2016 году.
В 2017 году инициатива установить почётное звание «Город трудовой славы» была подана и опубликована на портале «Российская общественная инициатива».
В первой половине 2019 года в Государственную Думу Российской Федерации Государственным Советом Удмуртской Республики вносился проект федерального закона «О почётном звании Российской Федерации „Город трудовой воинской славы“», а Законодательным собранием Нижегородской области — проект федерального закона «О почётном звании Российской Федерации „Город военно-трудовой славы“».
14 декабря 2019 года проект федерального закона «О почётном звании Российской Федерации „Город трудовой доблести“» был внесён в Государственную Думу России Президентом России Владимиром Путиным. 20 февраля 2020 года законопроект был принят Государственной Думой России в третьем (окончательном чтении), 26 февраля 2020 года одобрен Советом Федерации России и 1 марта 2020 года Федеральный закон № 41-ФЗ «О почётном звании Российской Федерации „Город трудовой доблести“» подписан Президентом России Владимиром Путиным.
29 июня 2020 года Межпарламентская ассамблея СНГ одобрила практику присвоения звания городам трудовой доблести в России и рекомендовала ввести эту практику другим странам.

## Города, удостоенные звания

### 2020
2 июля 2020 года звание «Город трудовой доблести» присвоено 20 городам: Боровичам, Екатеринбургу, Иванову, Ижевску, Иркутску, Казани, Магнитогорску, Нижнему Новгороду, Нижнему Тагилу, Новокузнецку, Новосибирску, Омску, Перми, Самаре, Саратову, Томску, Ульяновску, Уфе, Челябинску, Ярославлю.

### 2021
20 мая 2021 года звание «Город трудовой доблести» присвоено 12 городам Российской Федерации: Барнаулу, Каменск-Уральскому, Кирову, Коломне, Комсомольску-на-Амуре, Красноярску, Магадану, Пензе, Рыбинску, Северодвинску, Тюмени, Чебоксарам.
10 сентября 2021 года звание «Город трудовой доблести» присвоено 12 городам Российской Федерации: Алдану, Бологому, Воркуте, Дзержинску, Кемерову, Костроме, Лысьве, Мончегорску, Охе, Ступину, Сызрани и Чите.

### 2022
15 ноября 2022 года звание «Город трудовой доблести» присвоено 7 городам Российской Федерации: Астрахани, Вологде, Златоусту, Каспийску, Норильску, Орску и Якутску. Также звание было присвоено двум городам Украины, аннексия которых в 2022 году не получила международного признания: Горловке и Луганску.

### 2023
11 сентября 2023 года звание «Город трудовой доблести» присвоено 10 городам Российской Федерации: Владимиру, Воткинску, Находке, Новомосковску, Подольску, Прокопьевску, Рязани, Рубцовску, Улан-Удэ и Ханты-Мансийску.

### 2025
15 января 2025 года звание «Город трудовой доблести» присвоено 7 городам Российской Федерации: Верхней Пышме, Зеленодольску, Ишимбаю, Кургану, Ленинску-Кузнецкому, Миассу, Салехарду.
5 мая 2025 года звание «Город трудовой доблести» присвоено 3 городам: Ачинску, Заозёрному и Минусинску

## Стелы городов трудовой доблести
Согласно Федеральному закону от 1 марта 2020 года № 41-ФЗ, в городе, удостоенном звания «Город трудовой доблести», устанавливается стела с изображением герба города и текстом указа Президента Российской Федерации о присвоении городу этого звания. Общий проект стелы для городов трудовой доблести разработан в рамках всероссийского конкурса, проведенного Российским военно-историческим обществом в 2020 г. Автором общего проекта стал член Московского союза художников, скульптор Д. А. Стритович. В каждом из городов проект дорабатывается с учетом местных условий.

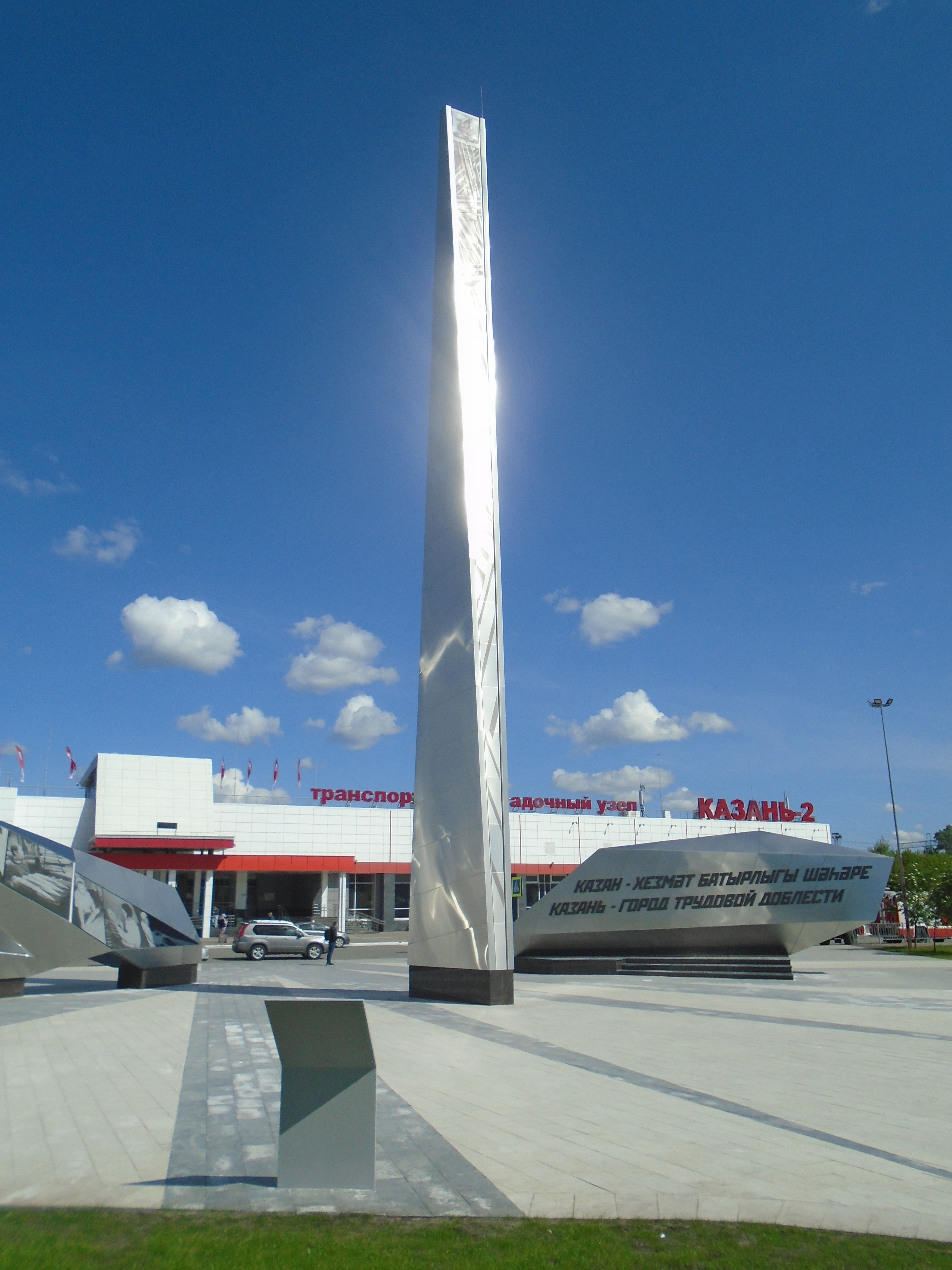
Казань. Стела «Город трудовой доблести»
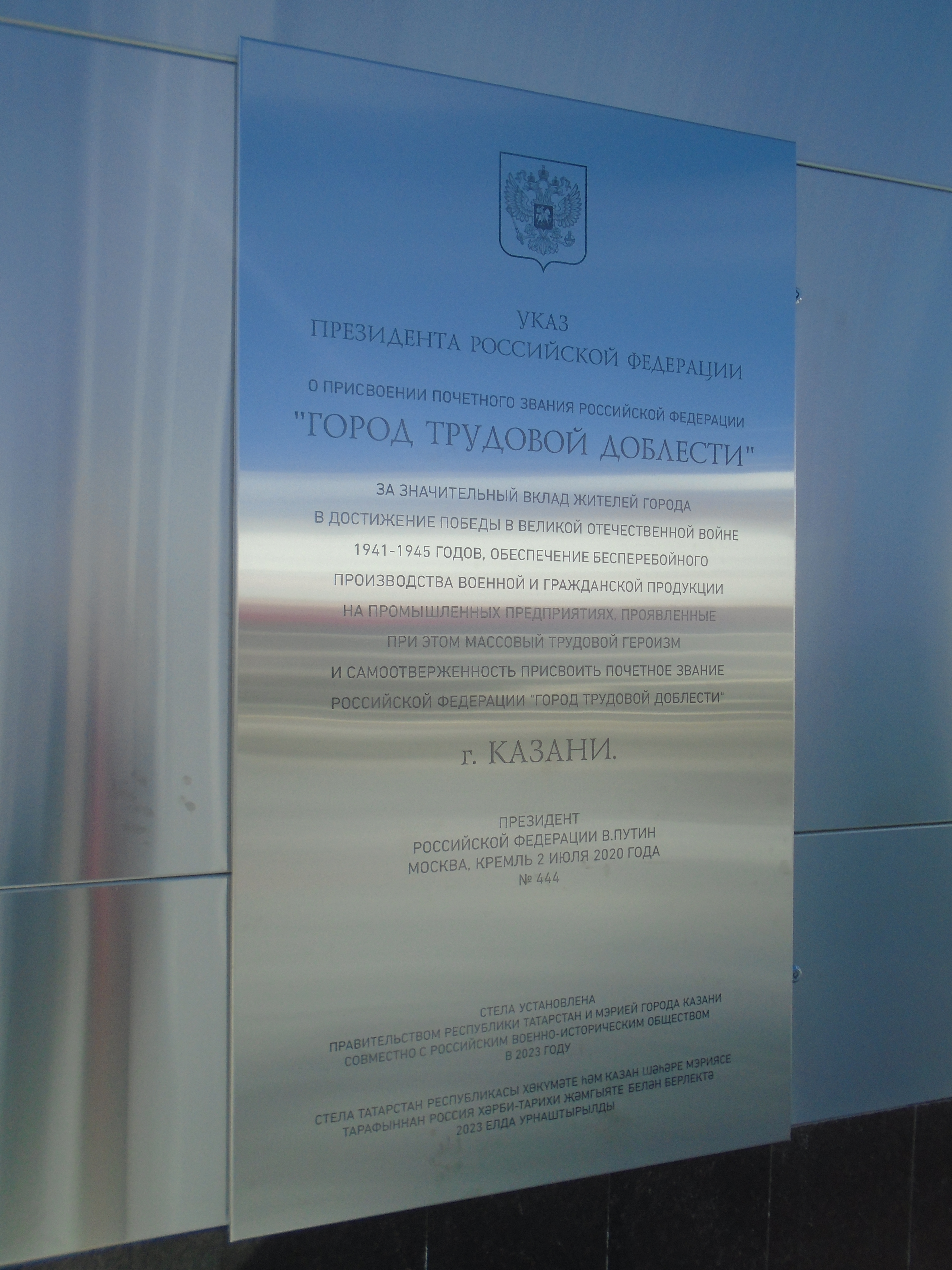
Казань. Стела «Город трудовой доблести». Текст указа
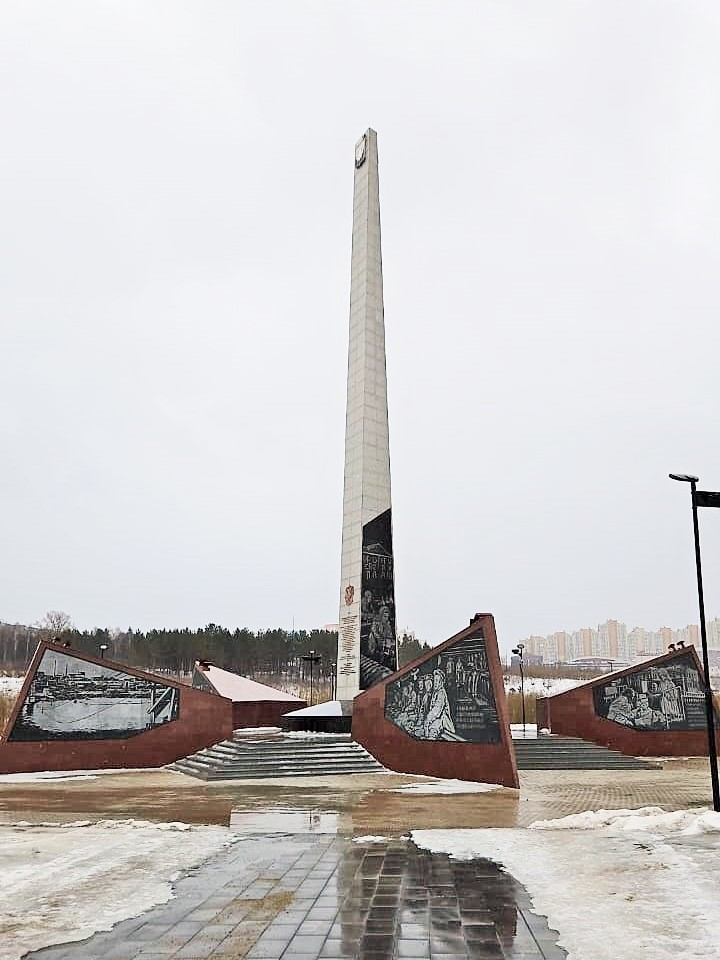
Кемерово. Стела «Город трудовой доблести»
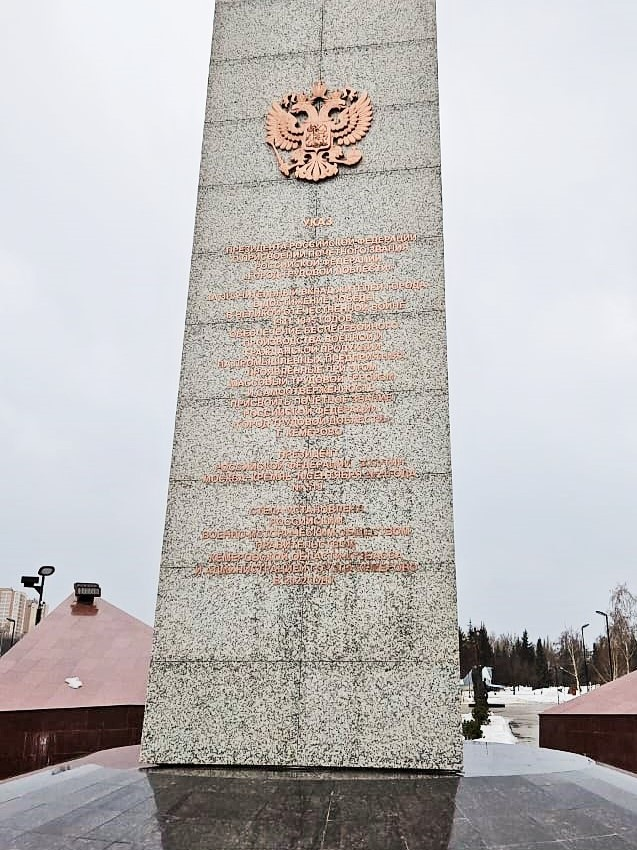
Кемерово. Стела «Город трудовой доблести». Текст указа
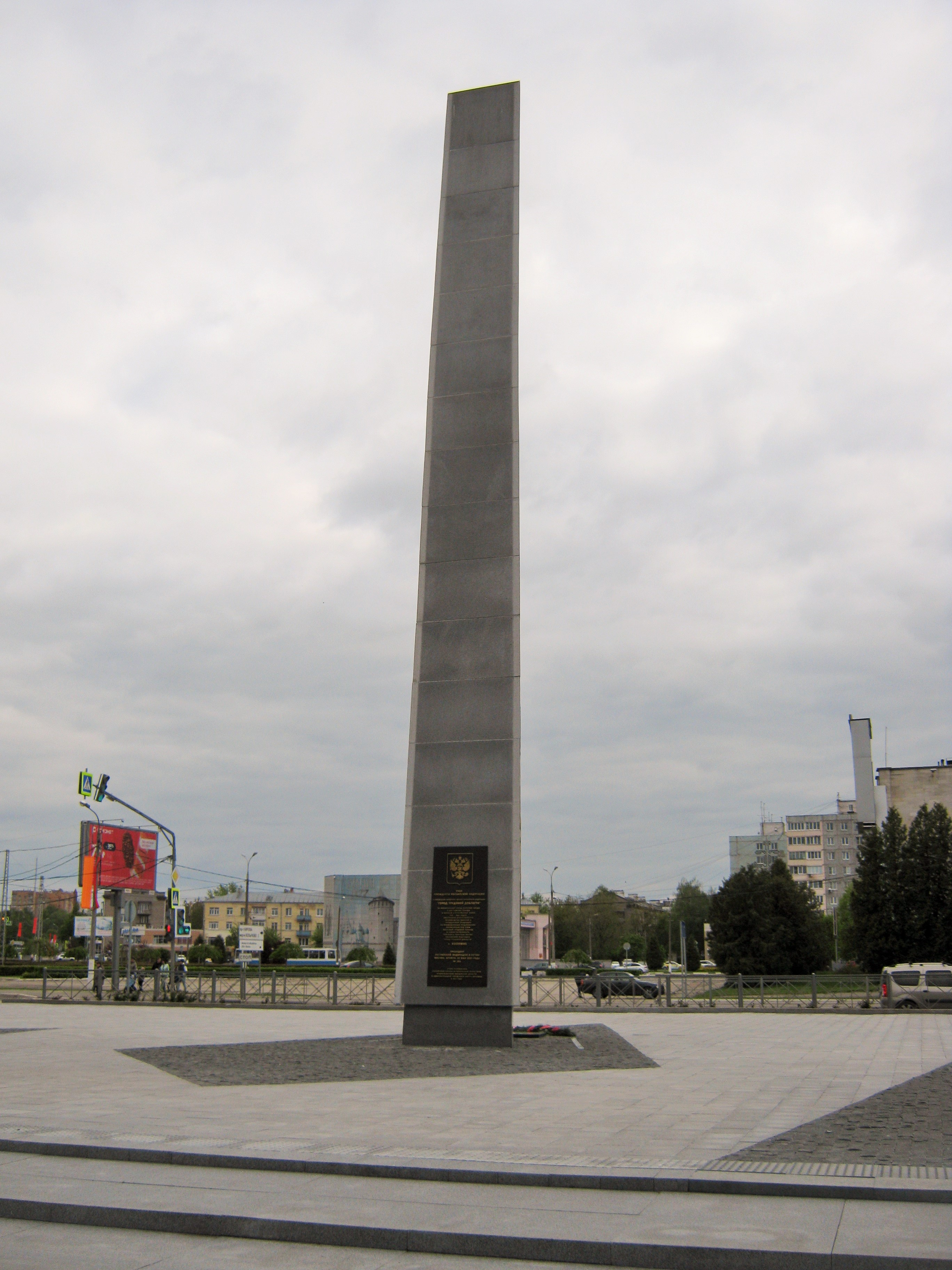
Коломна. Стела «Город трудовой доблести»
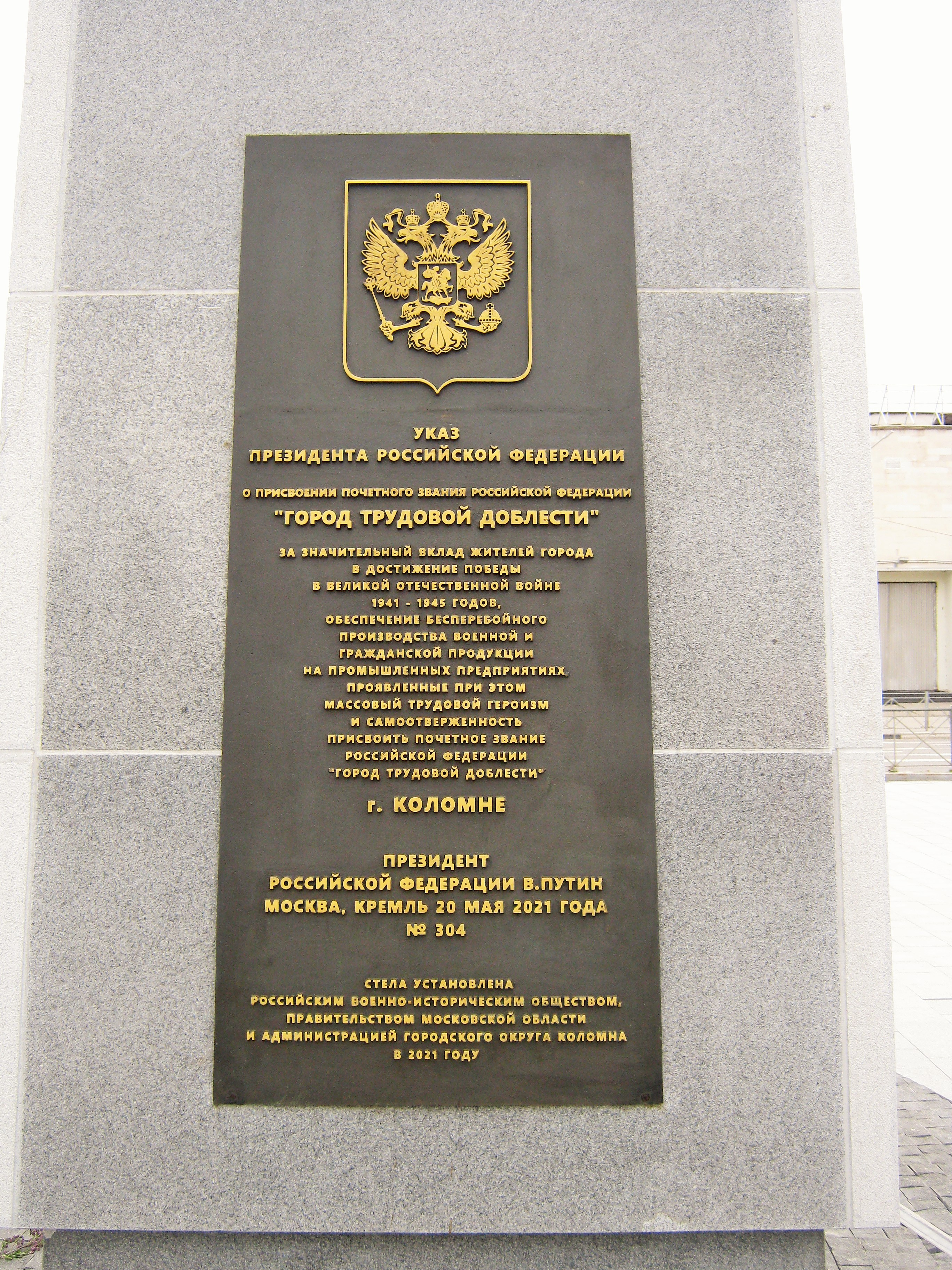
Коломна. Стела «Город трудовой доблести». Текст указа
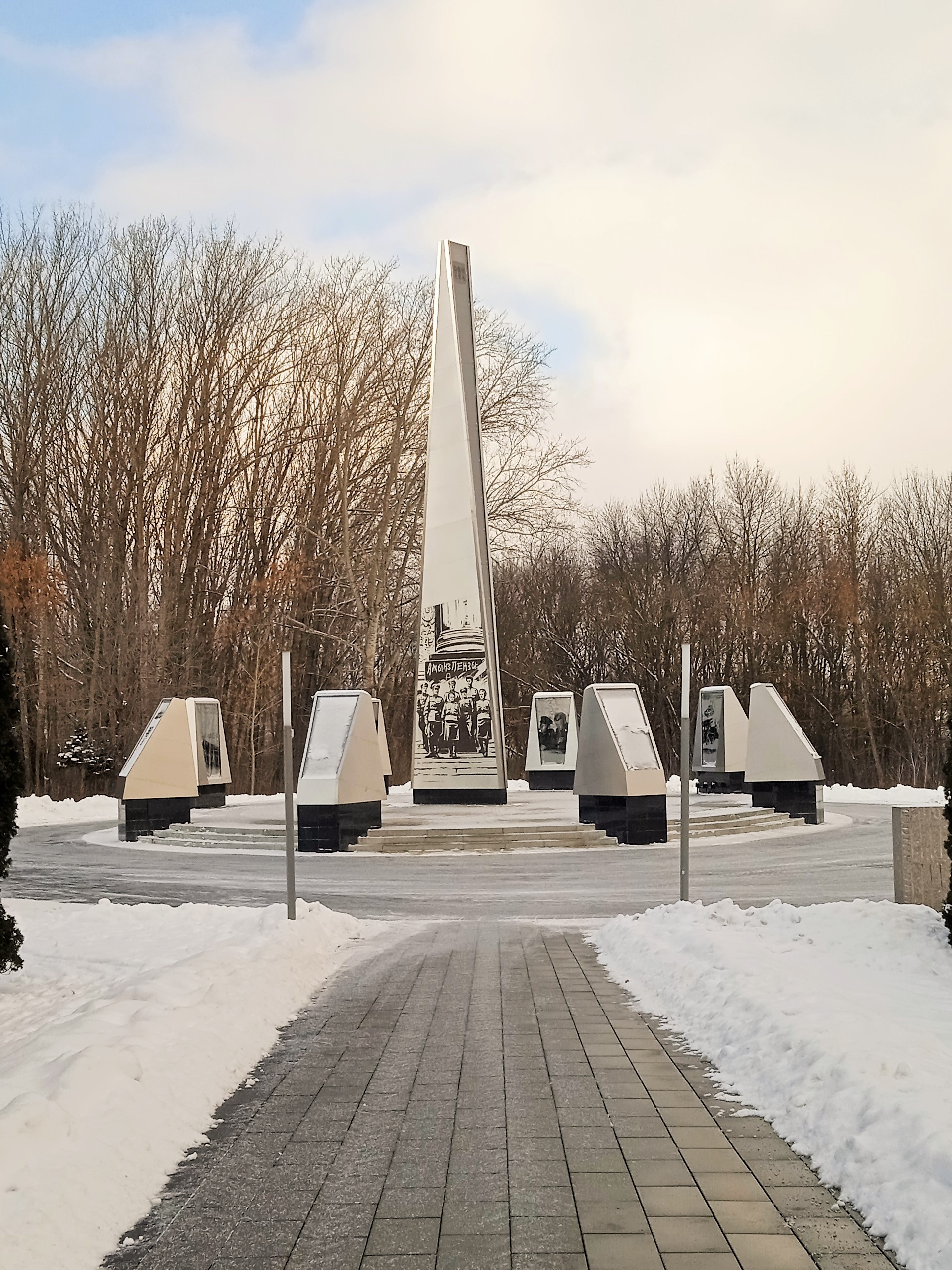
Пенза. Стела «Город трудовой доблести»
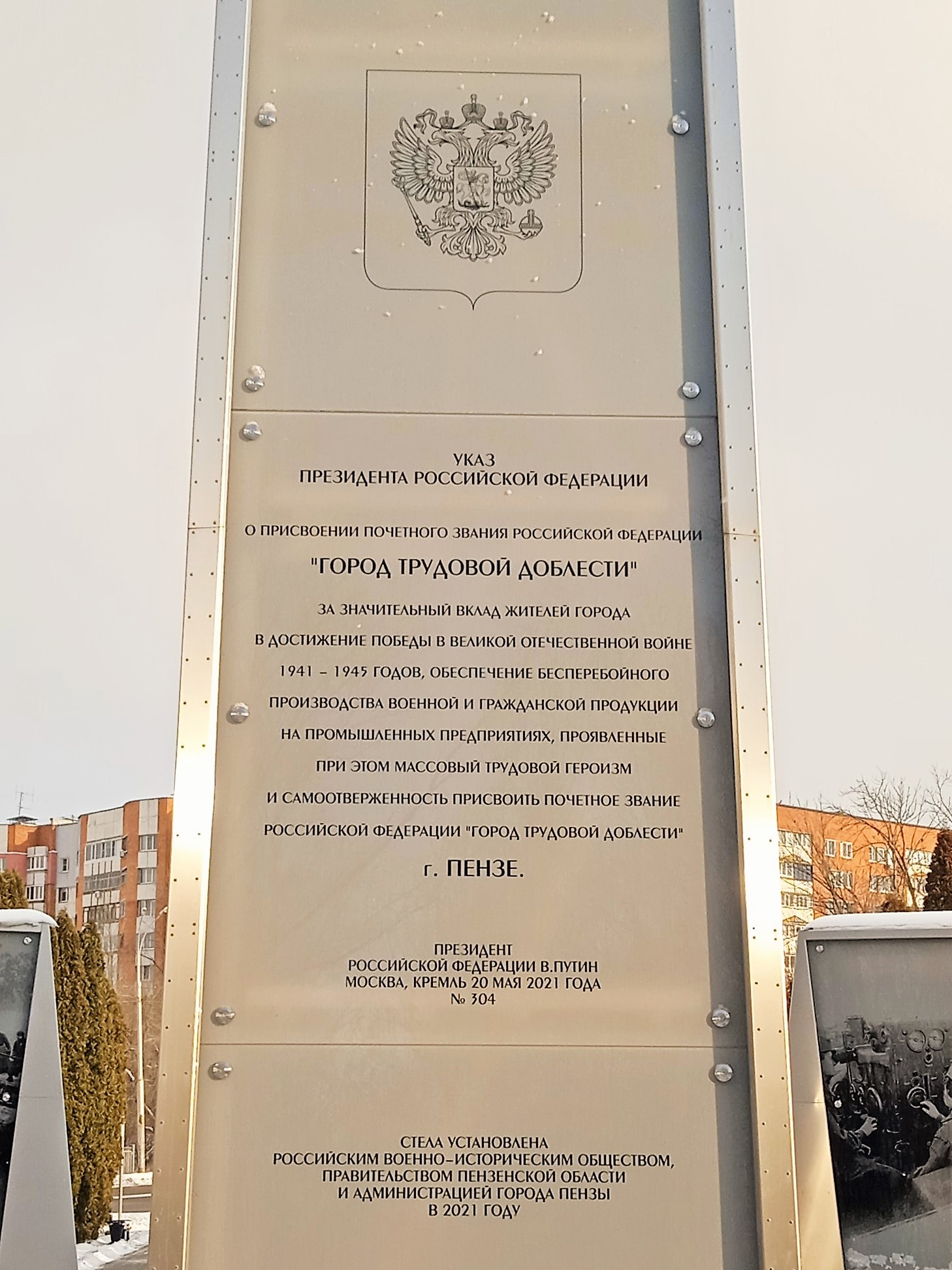
Пенза. Стела «Город трудовой доблести». Текст указа
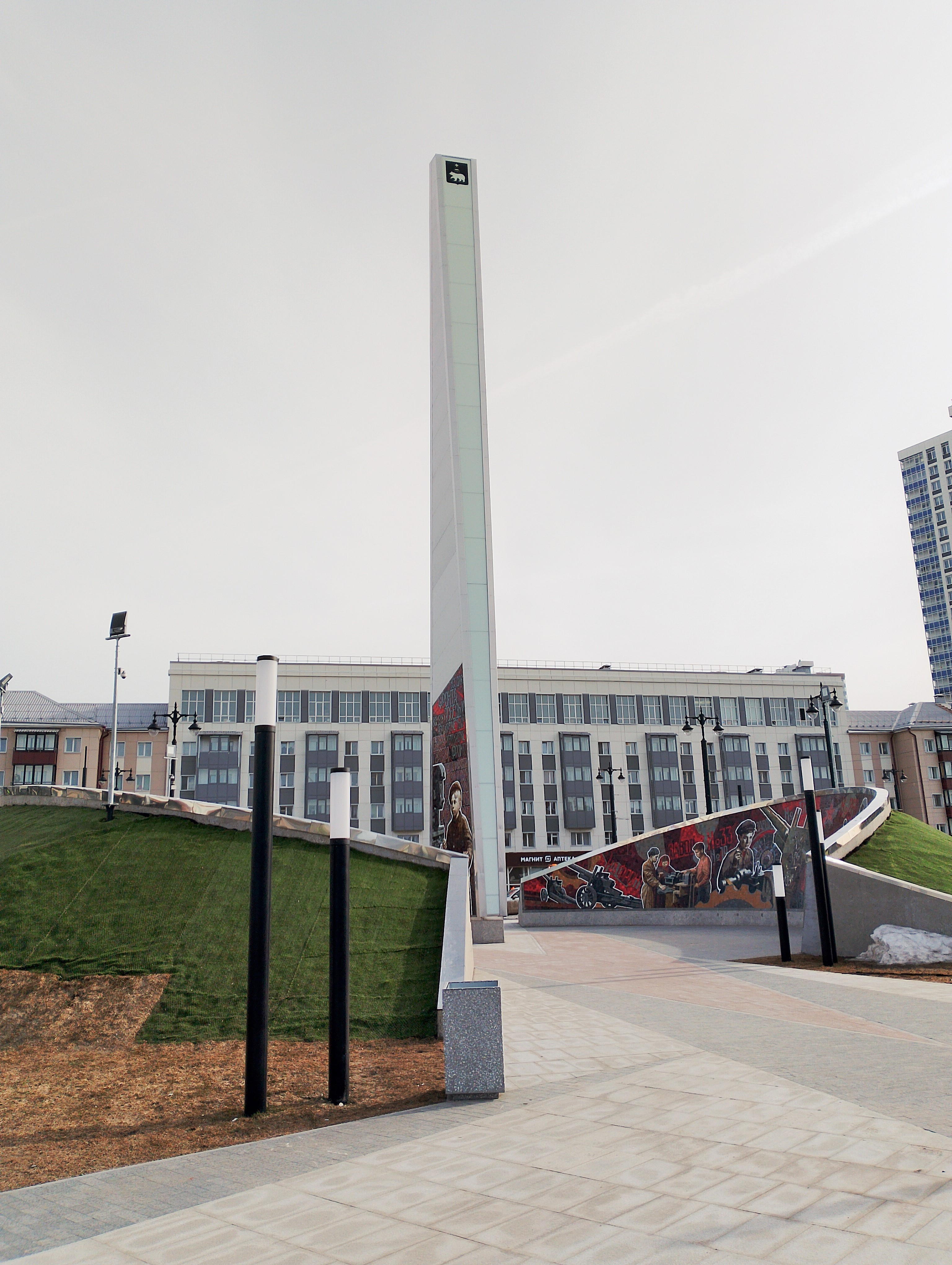
Пермь. Стела «Город трудовой доблести»
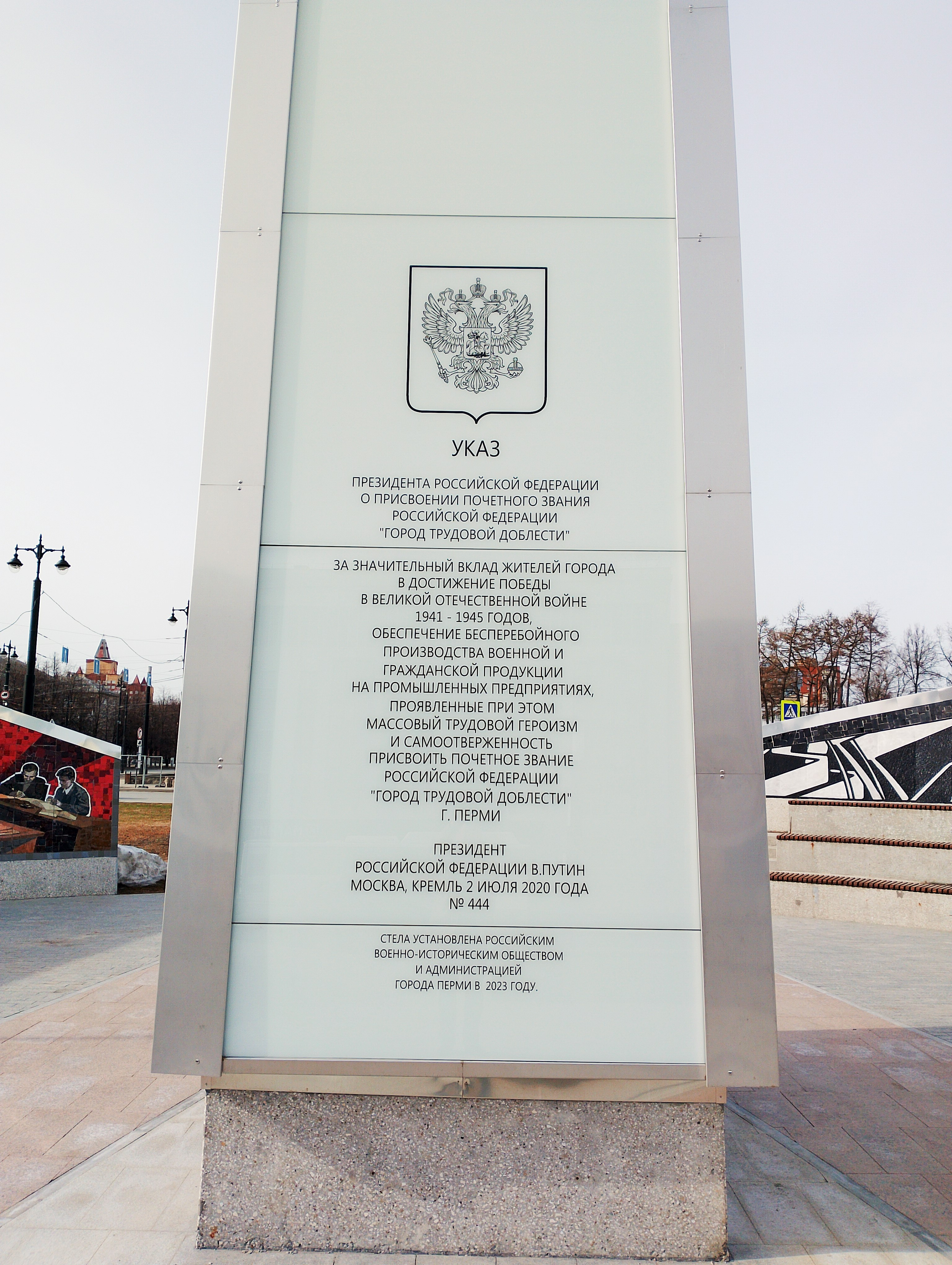
Пермь. Стела «Город трудовой доблести». Текст указа
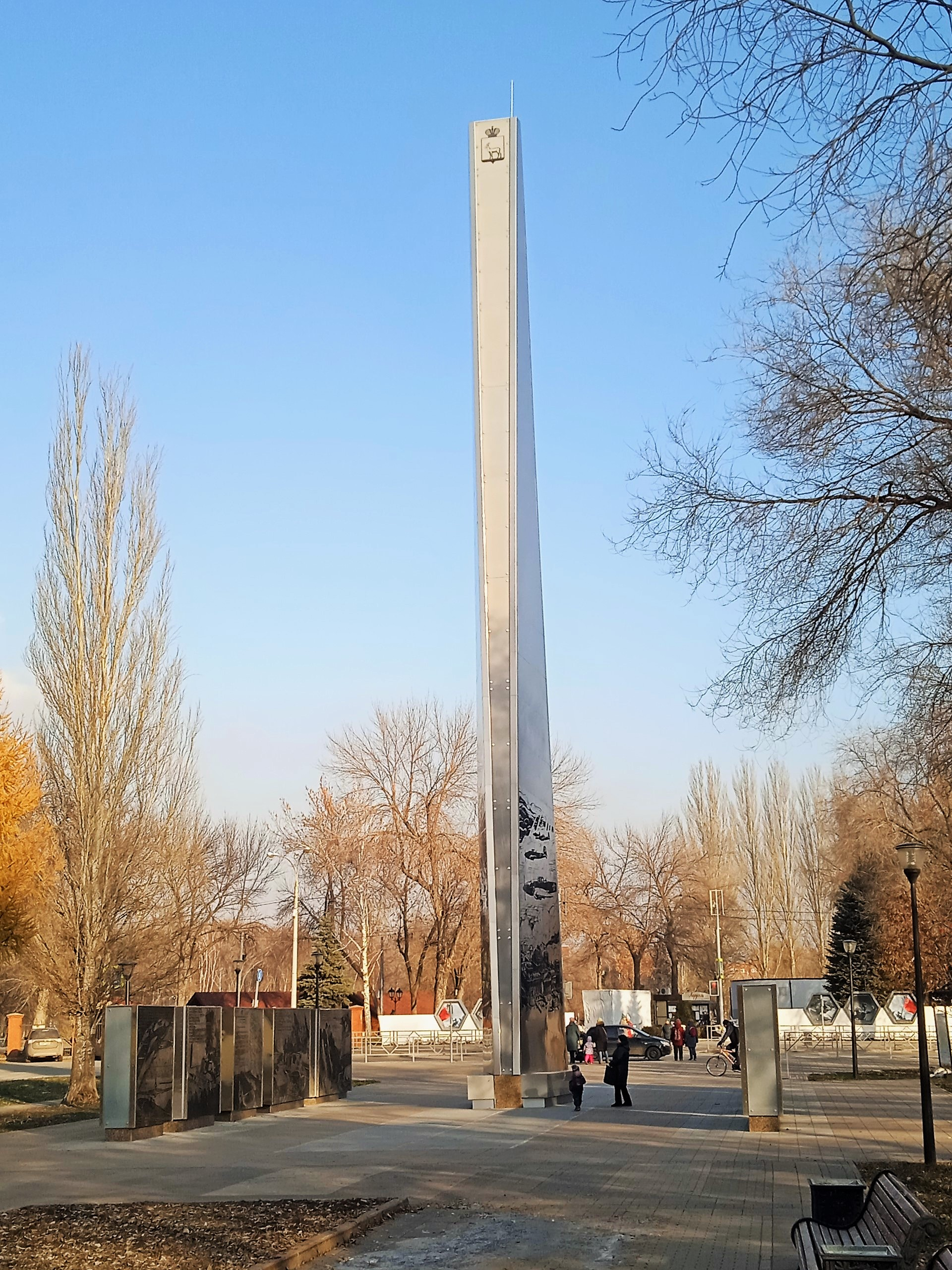
Самара. Стела «Город трудовой доблести»
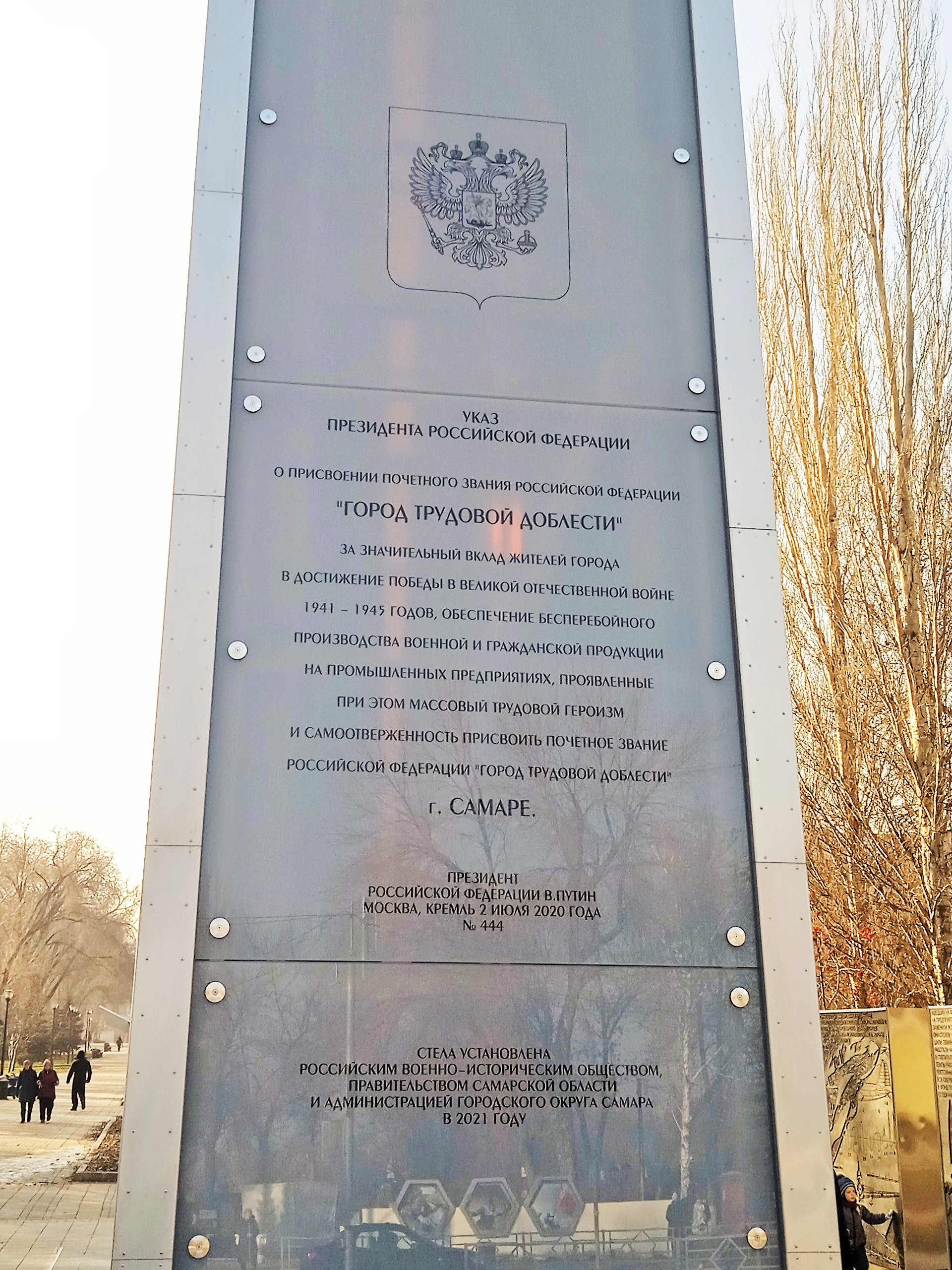
Самара. Стела «Город трудовой доблести». Текст указа
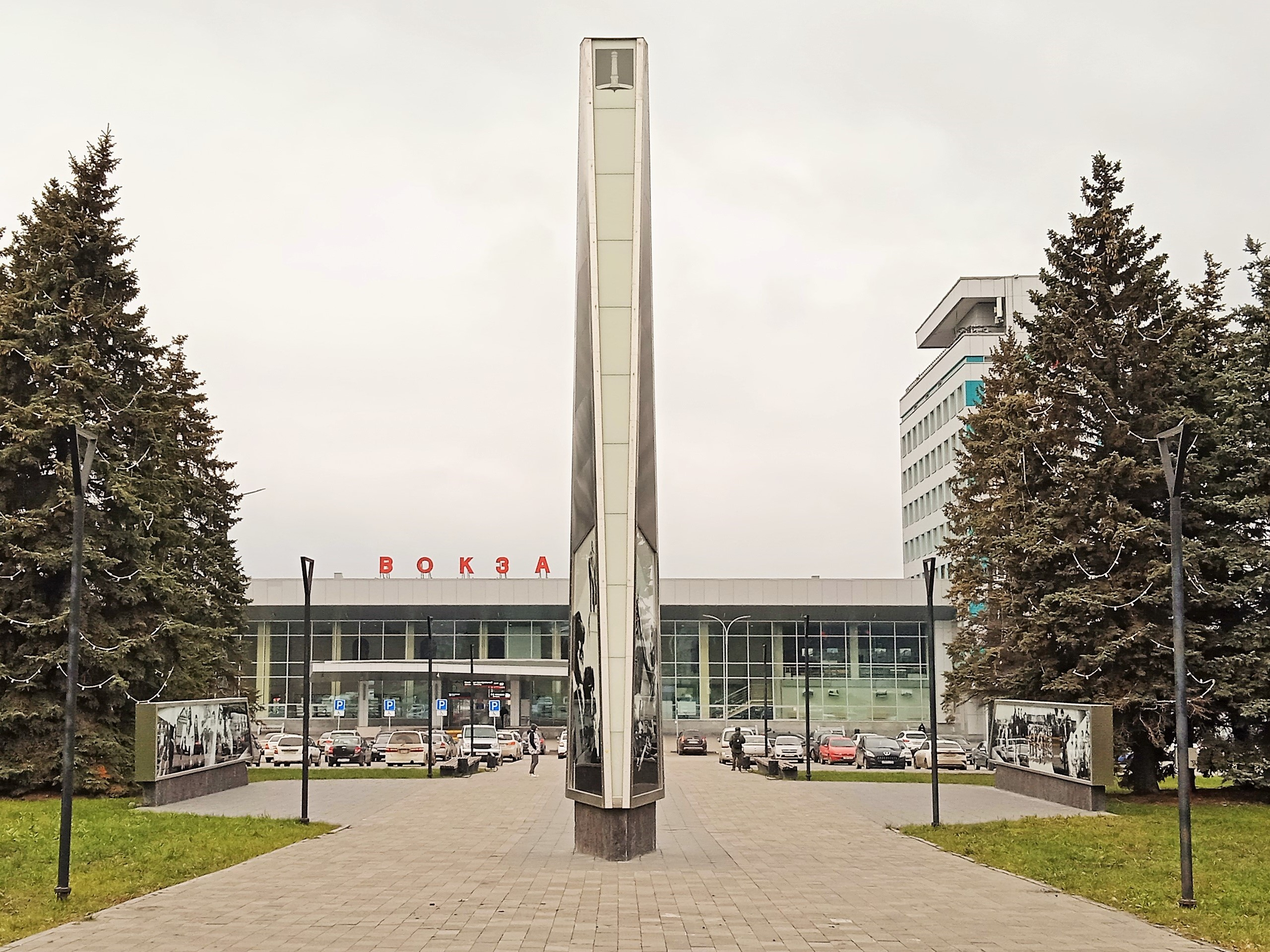
Ульяновск. Стела «Город трудовой доблести»
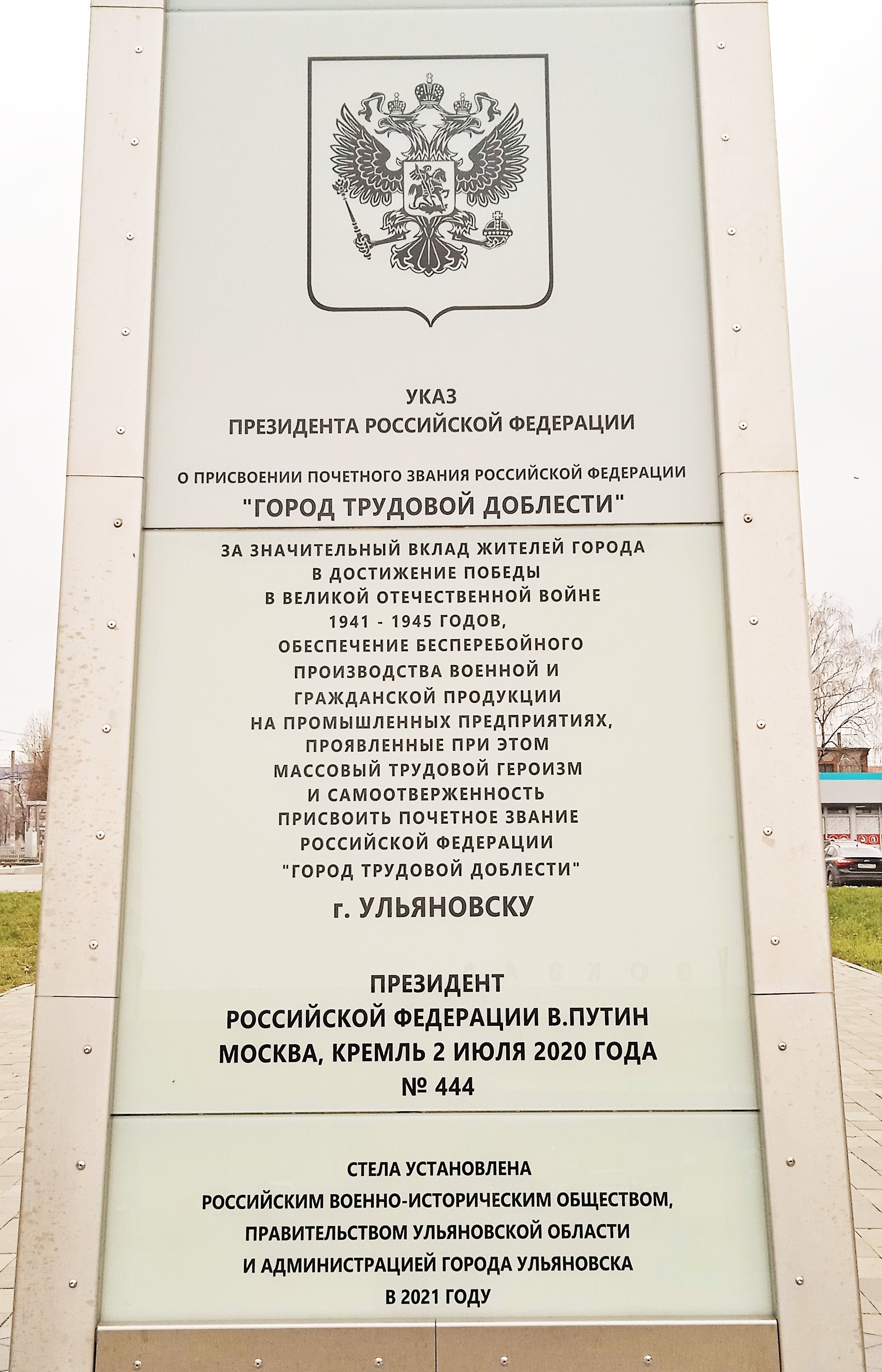
Ульяновск. Стела «Город трудовой доблести». Текст указа
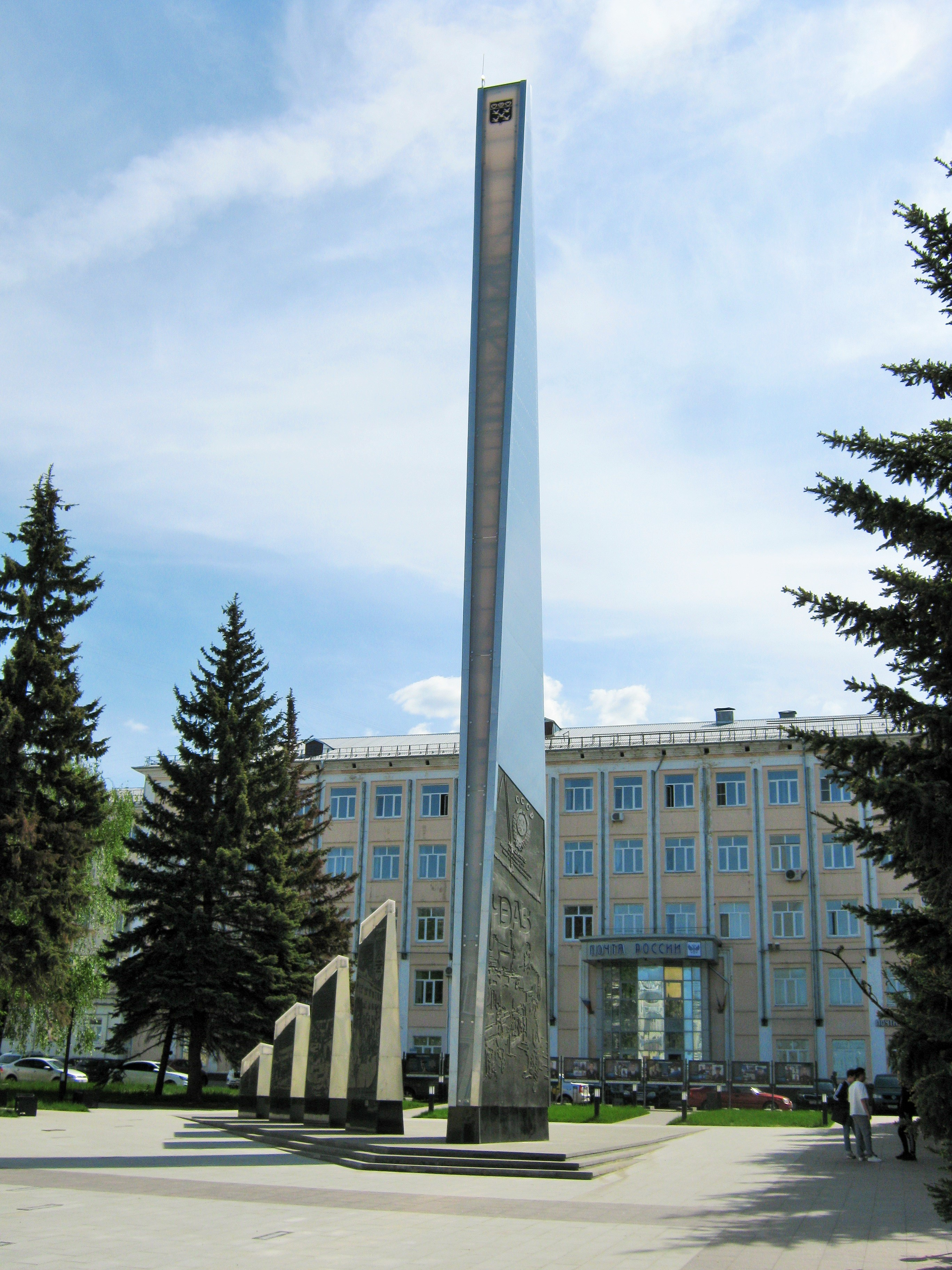
Чебоксары. Стела «Город трудовой доблести»
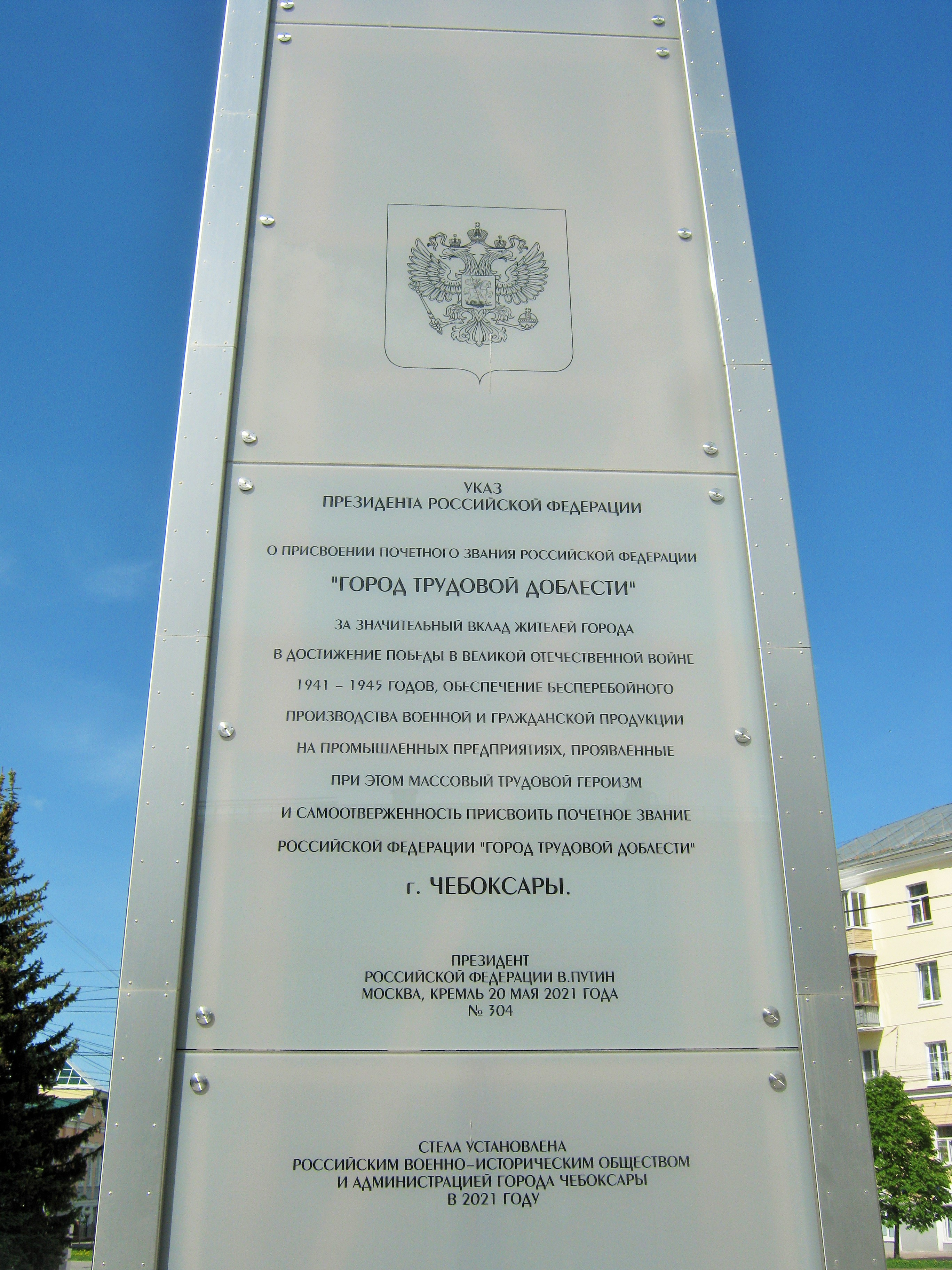
Чебоксары. Стела «Город трудовой доблести». Текст указа

## В нумизматике
Банк России в 2021-2025 годах выпустил 20 монет серии «Города трудовой доблести», посвященную городам трудовой доблести.

Монеты Банка России
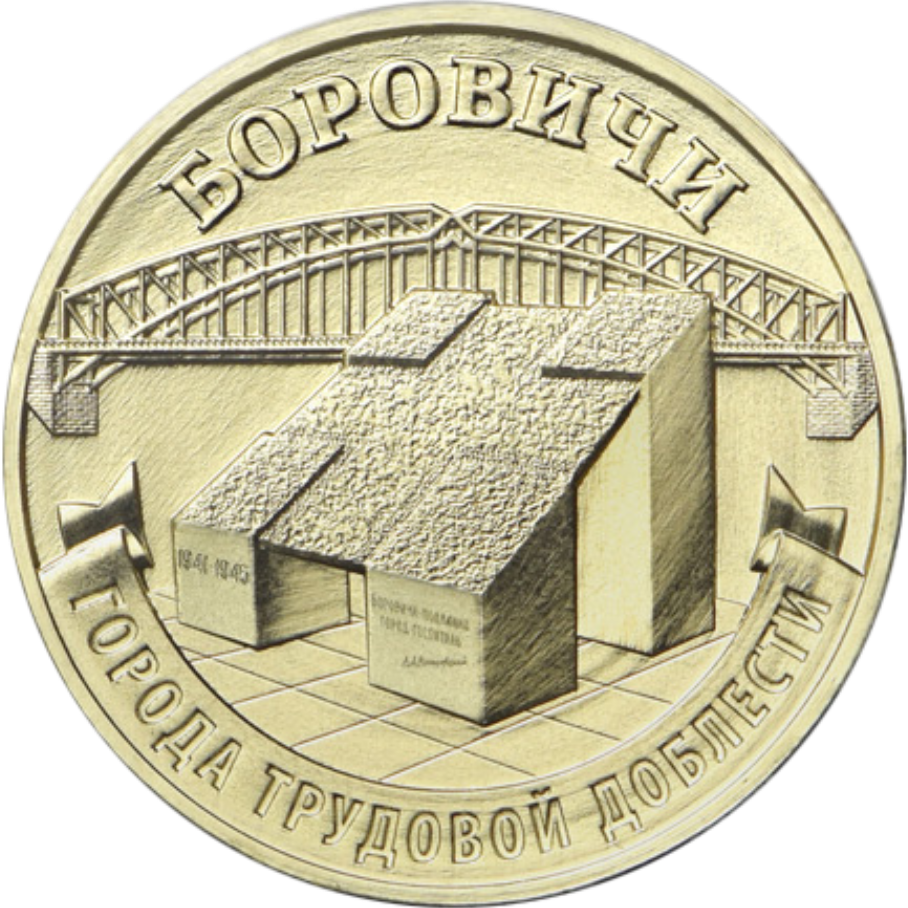
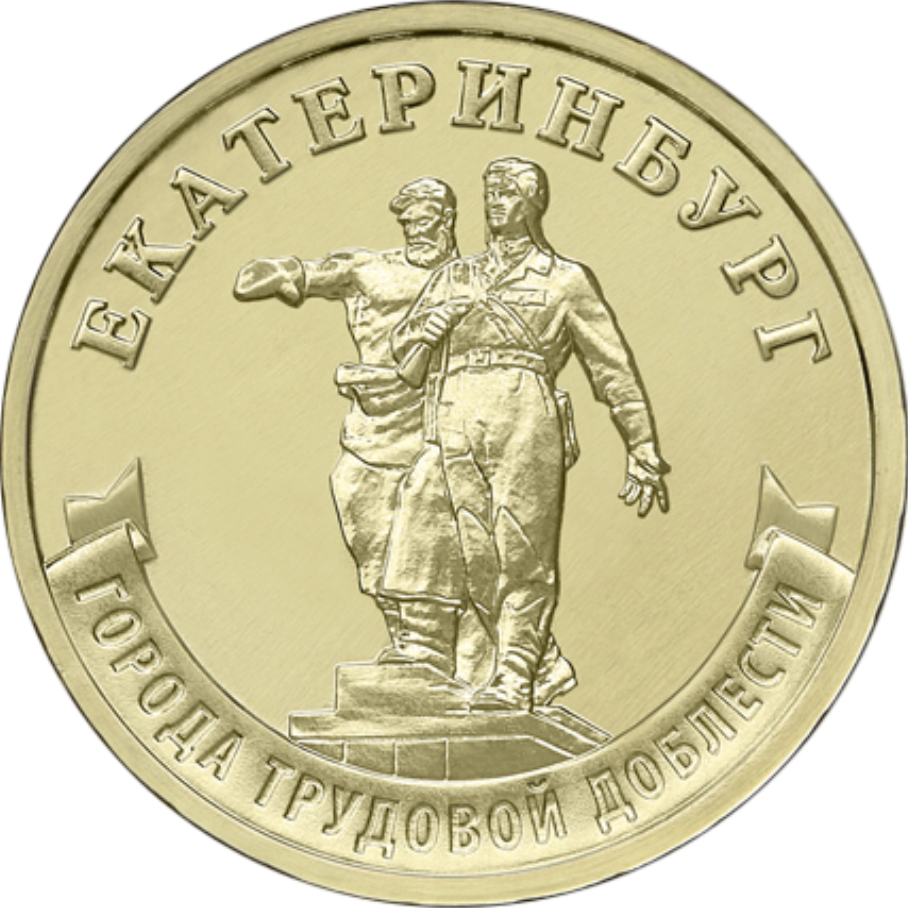
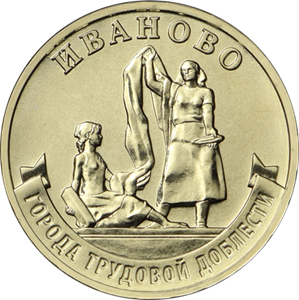
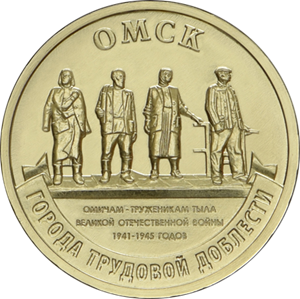
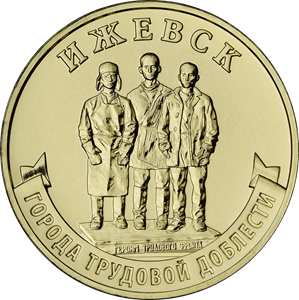
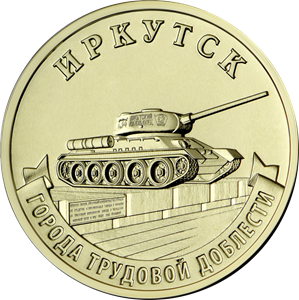
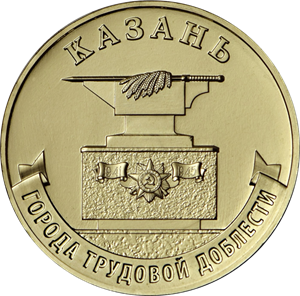
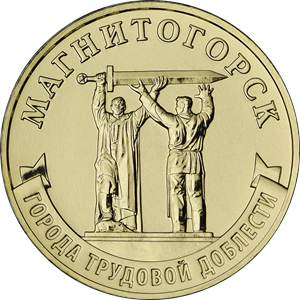
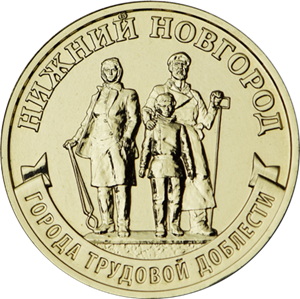
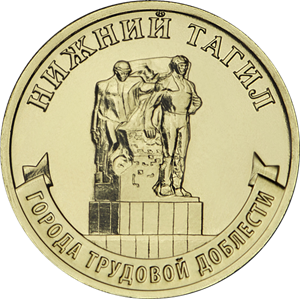
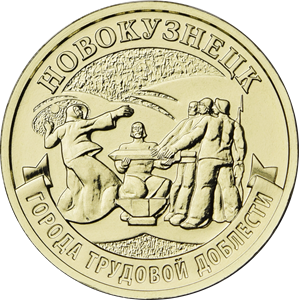
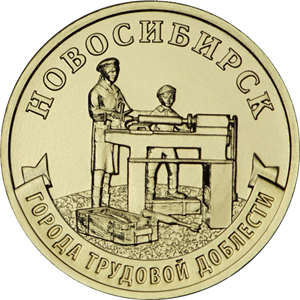
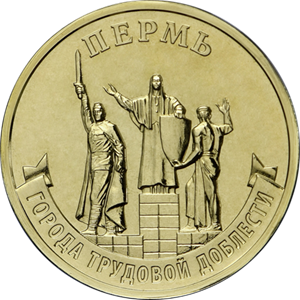
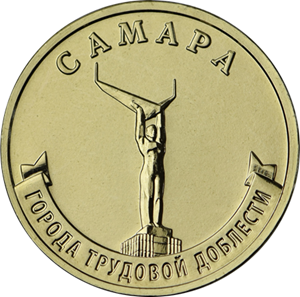
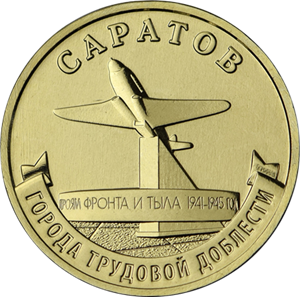
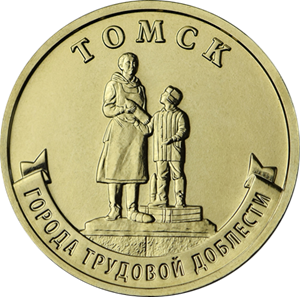
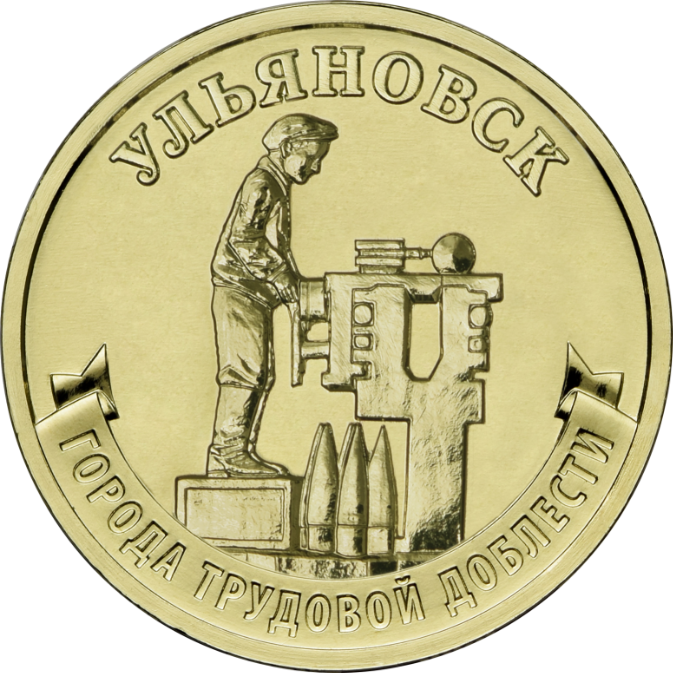
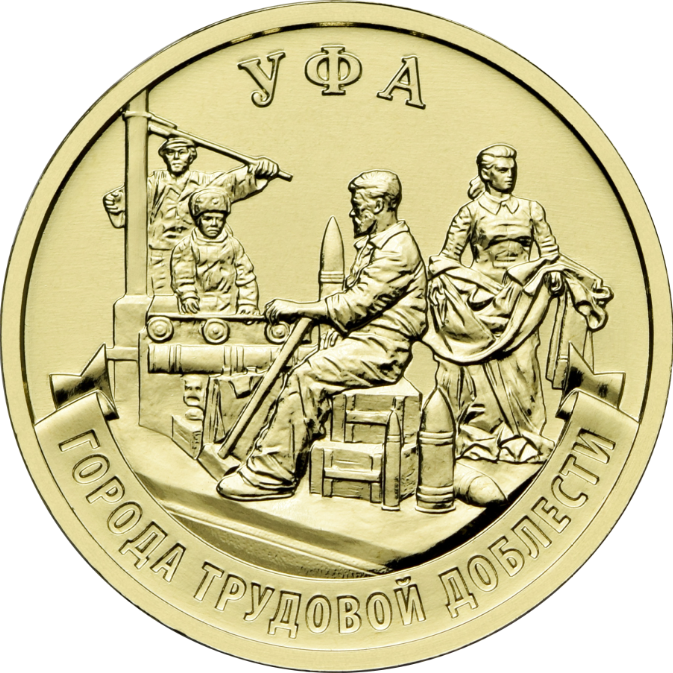
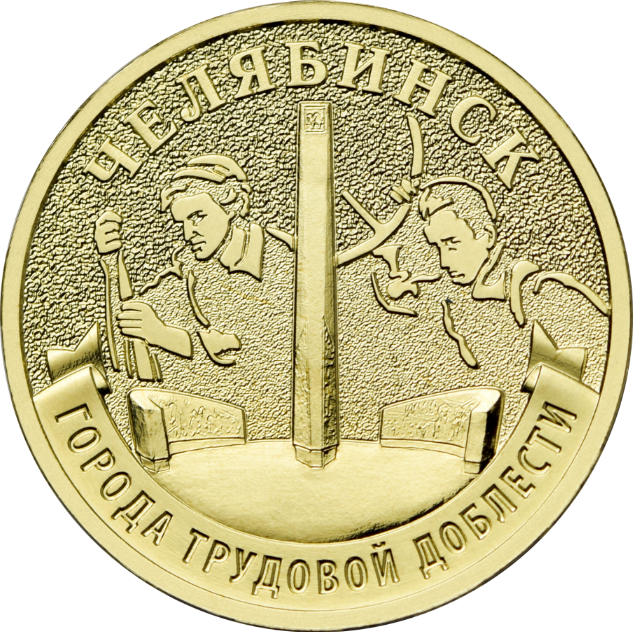
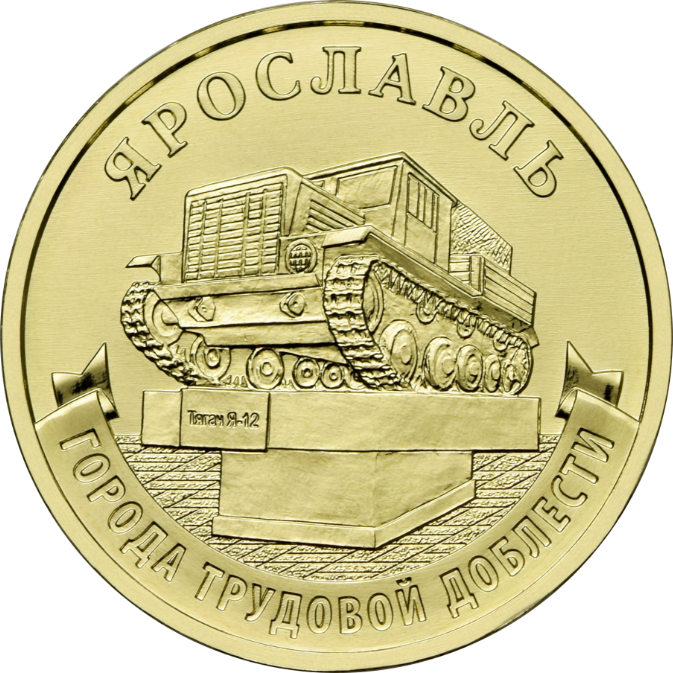

## В филателии
С 2021 по 2024 год было выпущено 22 почтовых марок серии «Города трудовой доблести»

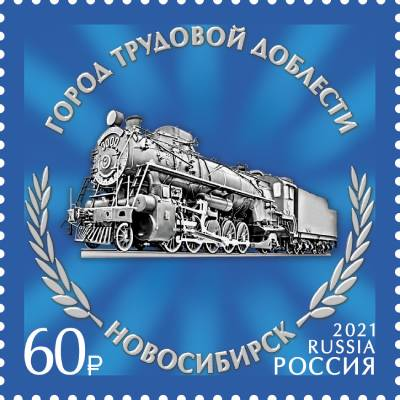
Новосибирск. Мемориал Славы труженикам тыла 1941-1945 гг.
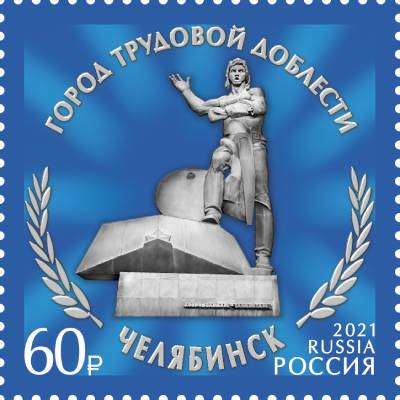
Челябинск. Памятник танкистам-добровольцам
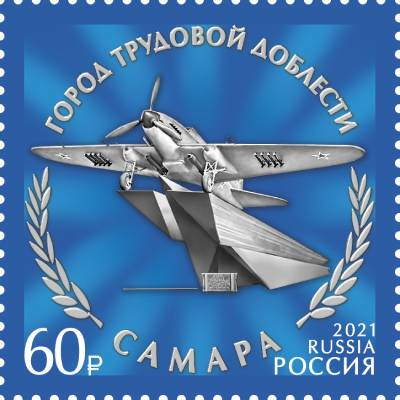
Самара. Самолет-штурмовик Ил-2
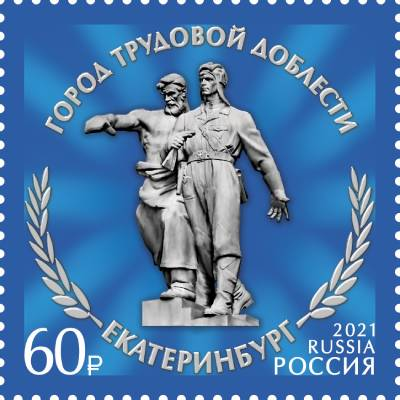
Екатеринбург. Памятник Уральскому добровольческому танковому корпусу
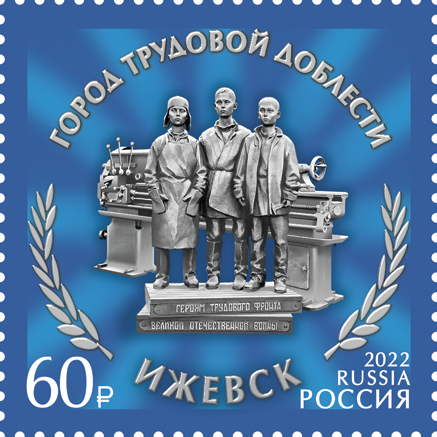
Ижевск. Памятник «Оружейникам Удмуртии, героям трудового фронта Великой Отечественной войны»
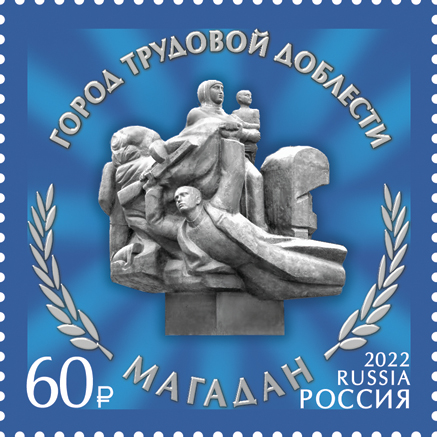
Магадан. Монумент «Узел памяти» в Магадане (скульптор В. Ролдугин и архитектор Н. Лушик)
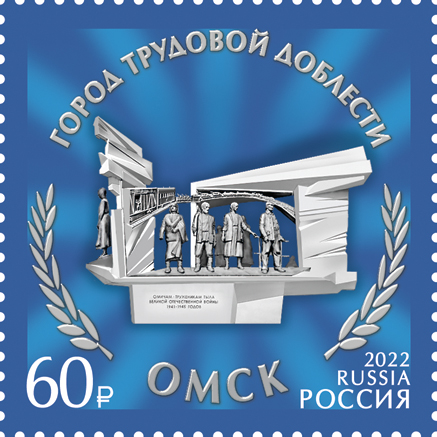
Омск. Памятник омичам-труженикам тыла Великой Отечественной войны 1941–1945 гг. (скульптор С. Норышев, архитектор И. Вахитов)
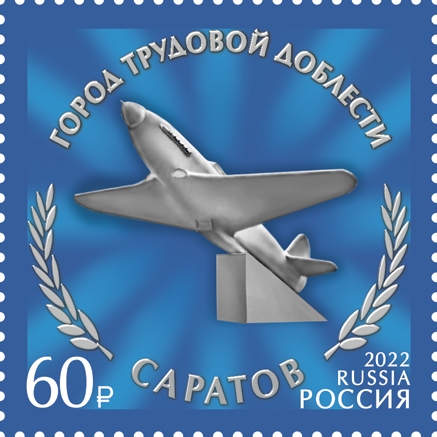
Саратов. Памятник «Героям фронта и тыла» (архитектор П. Войс)
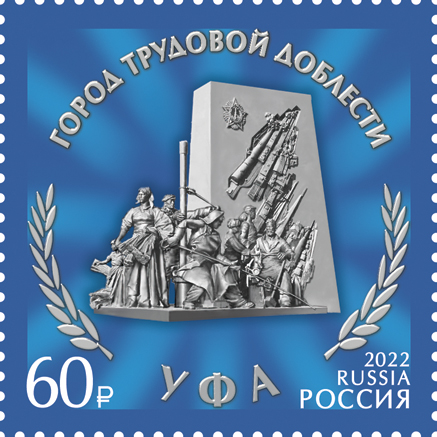
Уфа. Памятник труженикам тыла (скульптор А. Ковальчук)
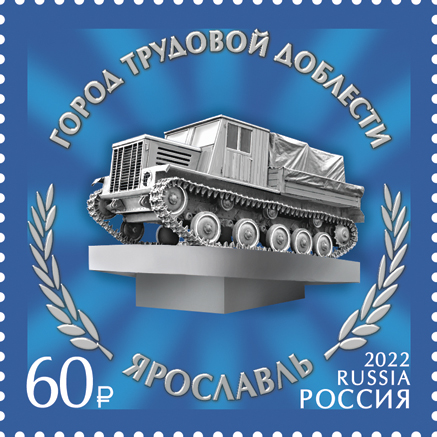
Ярославль. Памятник артиллерийскому тягачу Я-12
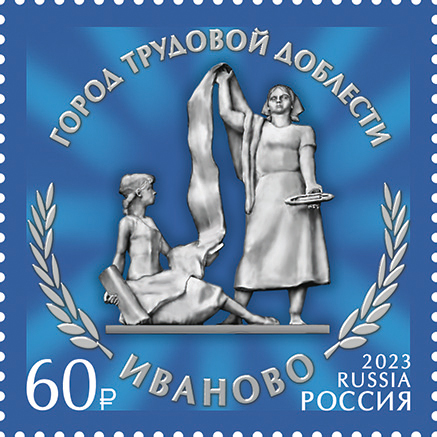
Иваново. Мемориал «Героям фронта и тыла» в Иванове (скульптор А.П. Кибальников)
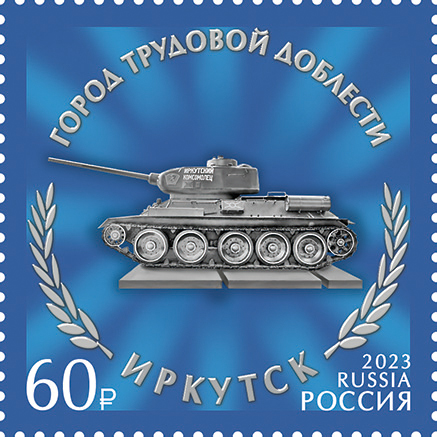
Иркутск. Танк Т-34 «Иркутский комсомолец»
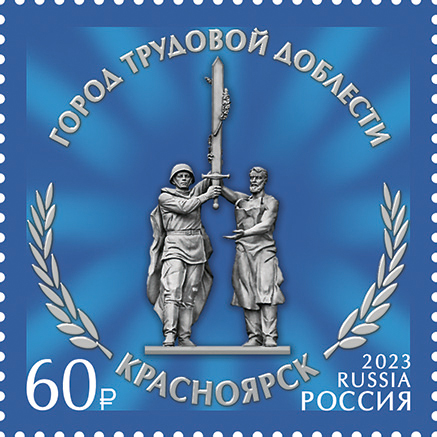
Красноярск. Памятник «Союз фронта и тыла» в Красноярске (скульптор А. Н. Ковальчук)
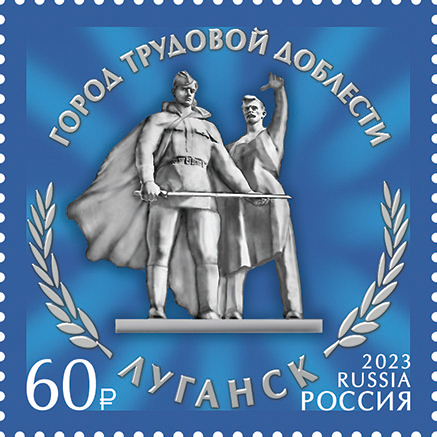
Луганск. Памятник рабочим станкостроительного завода в Луганске (скульптор Г. Г. Смешной, архитектор Б. И. Челомбитько)
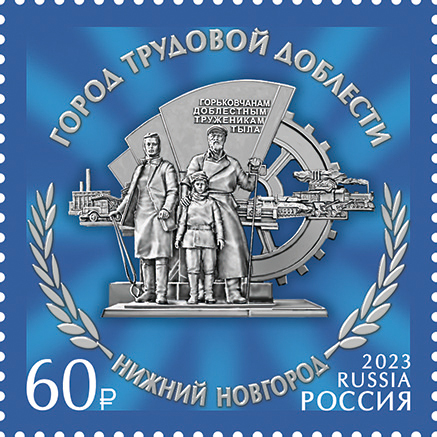
Нижний Новгород. Скульптурная композиция «Горьковчанам — доблестным труженикам тыла» в Нижнем Новгороде (скульптор А. А. Щитов)
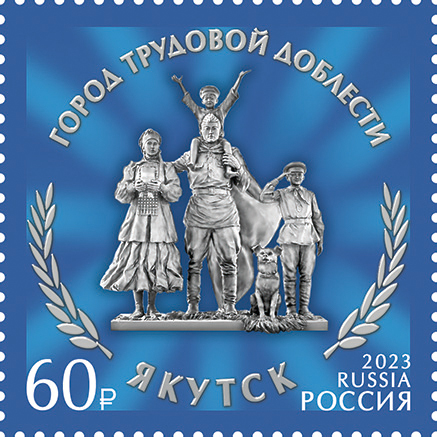
Якутск. Памятник «Семья солдата-победителя» в Якутске (скульптор А. А. Романов, архитекторы В. М. Нестеров, С. Г. Никифоров)
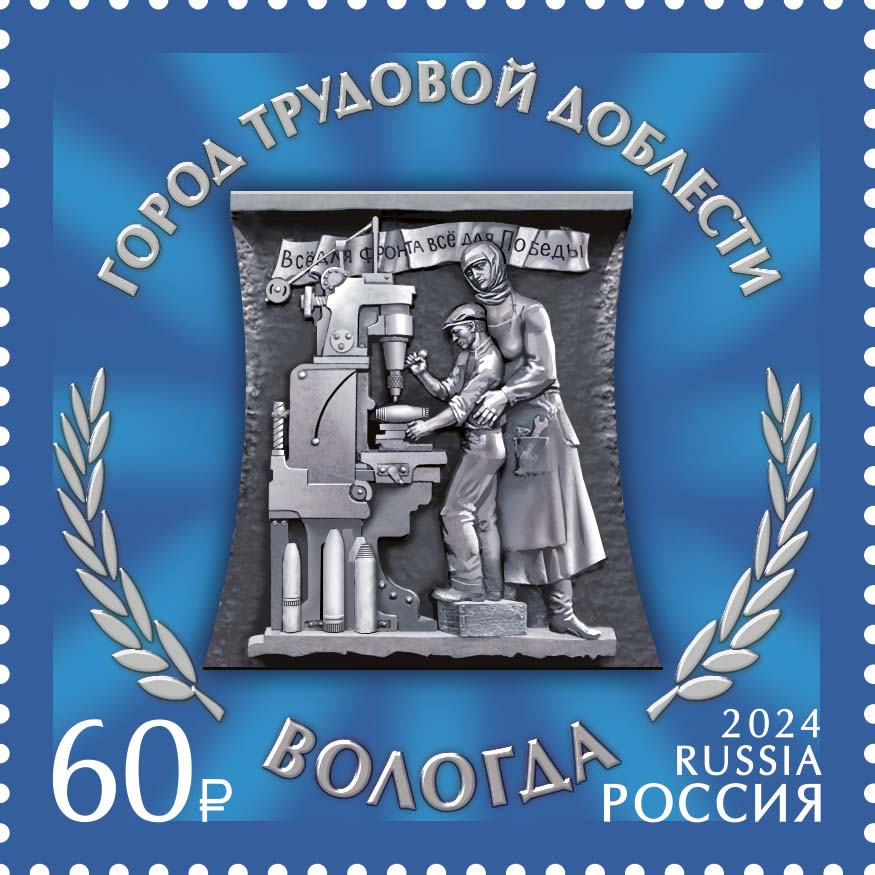
Вологда. Памятник труженикам тыла в годы Великой Отечественной войны
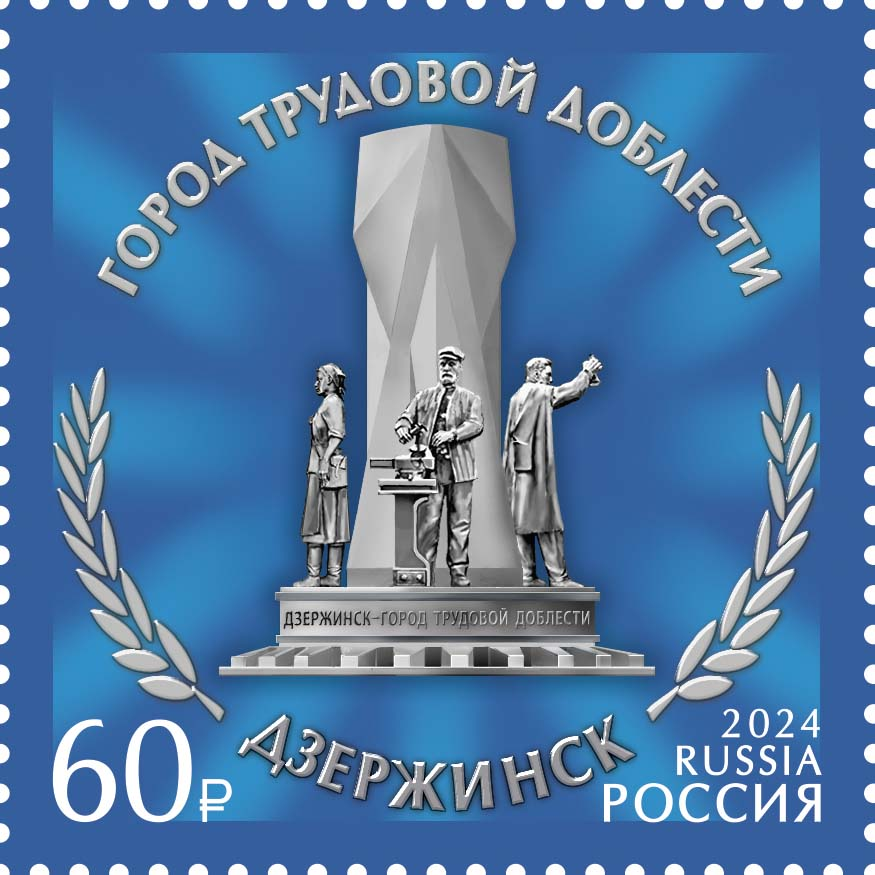
Дзержинск. Памятник труженикам тыла
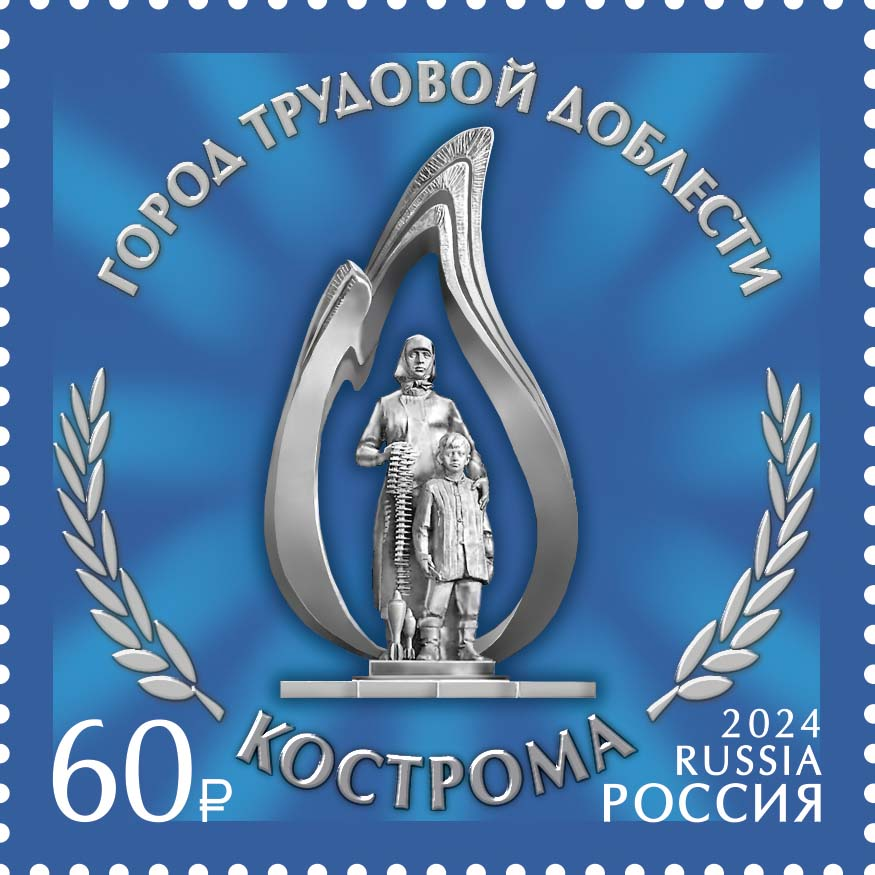
Кострома. Памятник труженикам тыла Костромской области во время Великой Отечественной войны 1941–1945 годов
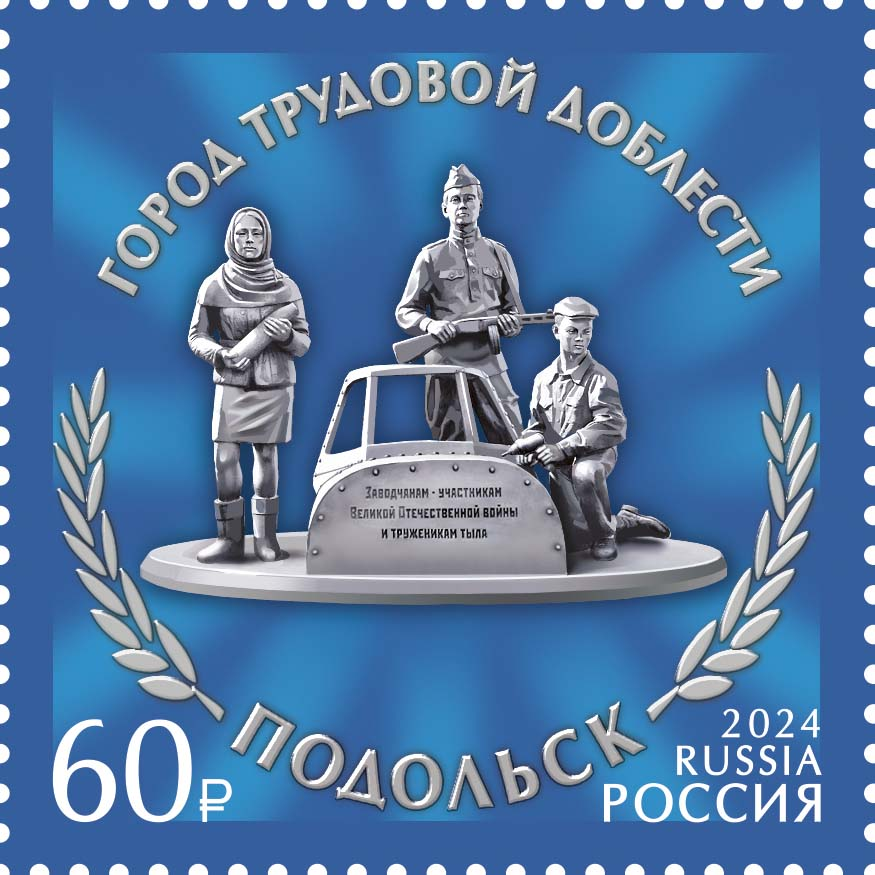
Подольск. Памятник заводчанам – участникам Великой Отечественной войны и труженикам тыла
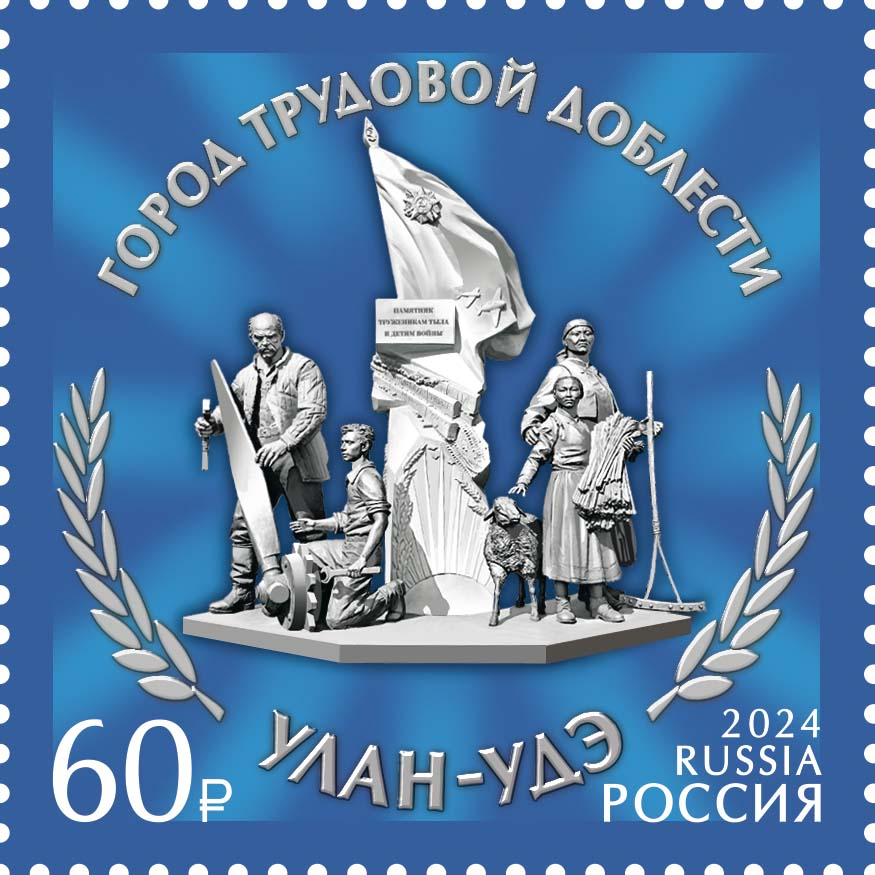
Улан-Удэ. Памятник труженикам тыла и детям войны
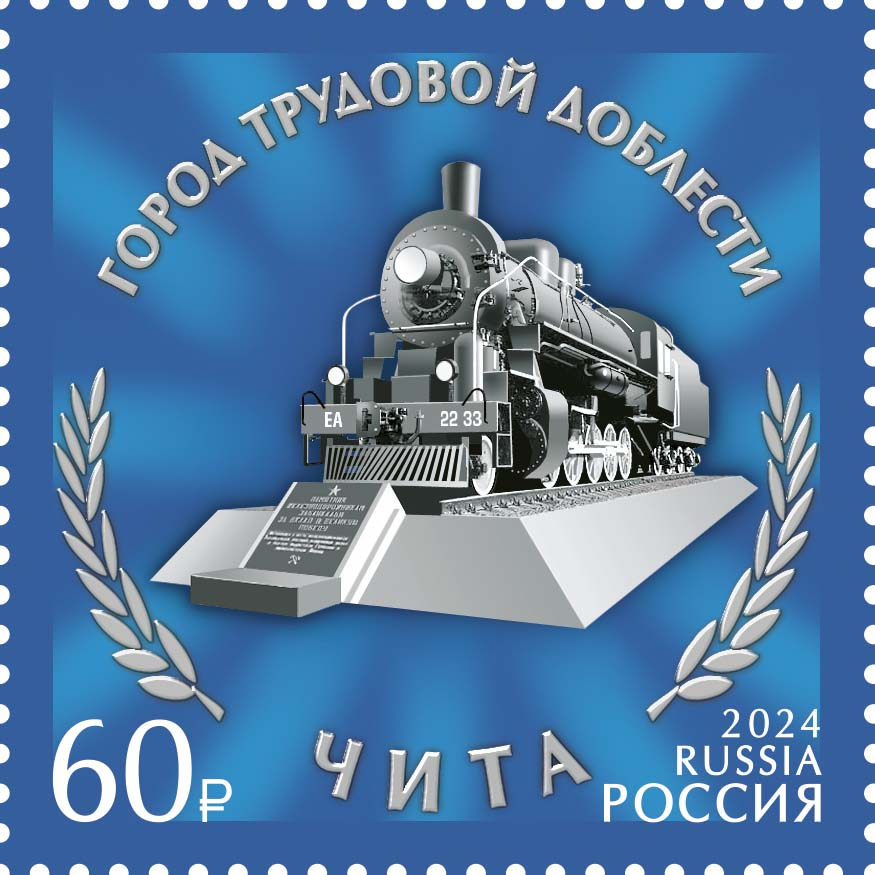
Чита. Памятник железнодорожникам Забайкалья за вклад в Великую Победу

## Региональные (общественные) награды в честь городов трудовой доблести

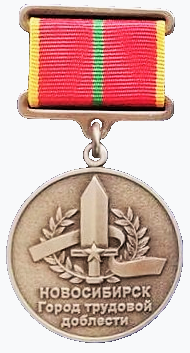
Город трудовой доблести — Новосибирск
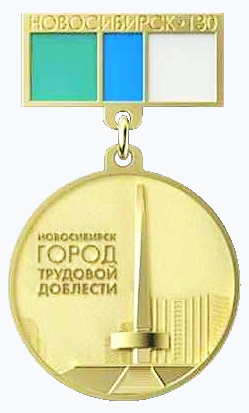
Город трудовой доблести — Новосибирск
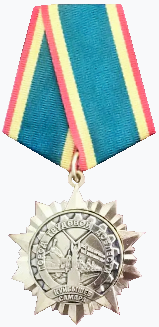
Город трудовой доблести — Самара
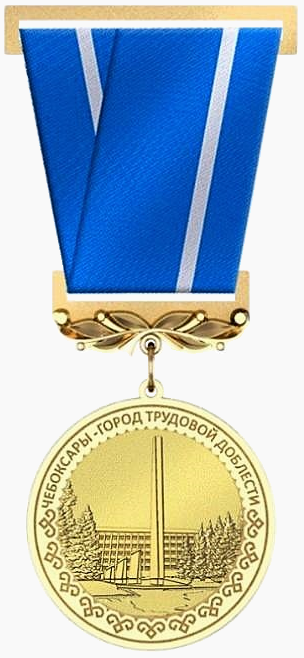
Город трудовой доблести — Чебоксары
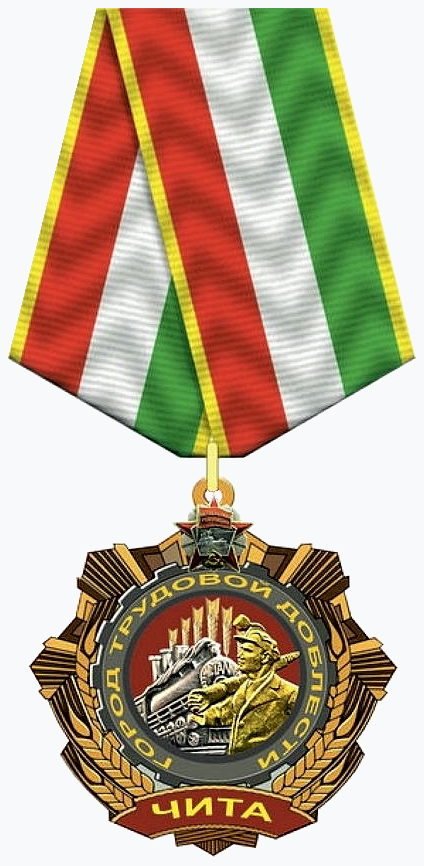
Город трудовой доблести — Чита